# 夏昭儀
追赠昭仪夏氏（？—1115年），為宋徽宗妃嫔。
夏氏原先是皇宫中的典闱（女官名），被宋徽宗临幸，建中靖国元年十二月，册封安定郡君，政和元年六月，进封五品才人。政和五年十一月，夏才人去世，追赠正二品昭仪嫔。